# Björkaån
Björkaån, Åsumsån, Tolångaån eller Vollsjöån är ett vattendrag i sydöstra Skåne, huvudsakligen i Sjöbo kommun. 
Björkaån utgör källflöde till Kävlingeån. Avrinningsområdet är 340 km². Fallhöjden från de högst belägna källorna till utflödet är ungefär 140 meter.
Vollsjöån rinner upp sydväst om Linderödsåsen, där den benämns Sniberupsån. Källorna ligger dels i de södra delarna av Hörby kommun och dels i de norra delarna av Sjöbo kommun. I början rinner ån huvudsakligen söderut. 
I trakten av Näsby byter ån namn till Tolångaån och rinner därefter i västlig riktning.  Mellan Tolånga och Sjöbo byter den namn till Åsumsån, för att några kilometer längre västerut byta till Björkaån. Efter Björka rinner ån ut i östra delen av Vombsjön. 